# Juan María Traverso
Juan María Traverso, dit « el Flaco » (le maigre), né le 28 décembre 1950 à Ramallo (province de Buenos Aires) et mort le 11 mai 2024 dans la même ville, est un pilote automobile argentin.

## Biographie
Seize fois titré en Argentine, sa carrière en sport automobile s'étend de 1971 à 2005 dans son pays, hormis une incursion dans le championnat de Formule 2 en 1979, ainsi que dans le Campionato Italiano GT (it) en 1993.
Juan María Traverso a remporté six titres en championnat Turismo Carretera (1977, 1978, 1995, 1996, 1997 et 1999) pour 46 victoires, sept titres en championnat Turismo Competición 2000 (es) (1986, 1988 , 1990 , 1991 , 1992, 1993 et 1995) pour 68 victoires, et trois titres en Top Race (es) (1998, 1999 et 2003) pour 19 victoires. Juan María a aussi gagné sept courses avec le Club Argentino de Pilotos (es) (CAP) entre 1982 et 1986, quatre dans le championnat d'Italie Grand Tourisme en 1993 (vice-champion), et trois en rallye, soit un total de 155 succès pour 743 courses.

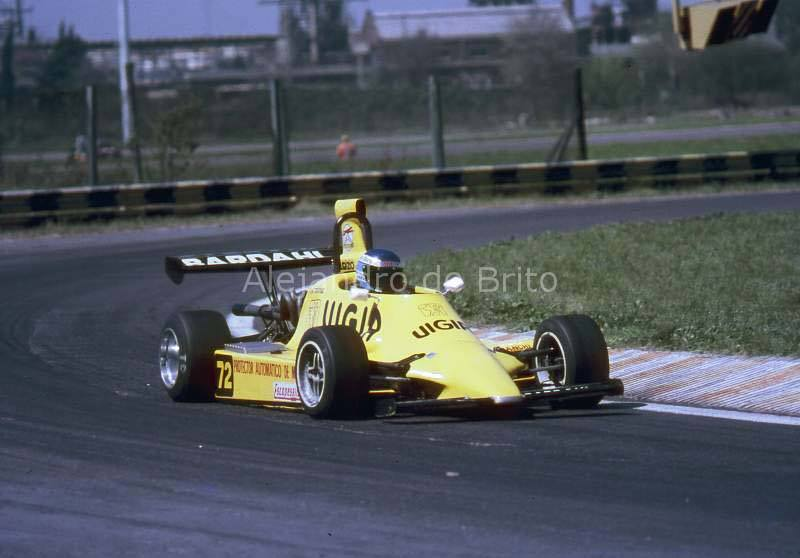
Juan María Traverso au championnat de F2 Codasur 1986.
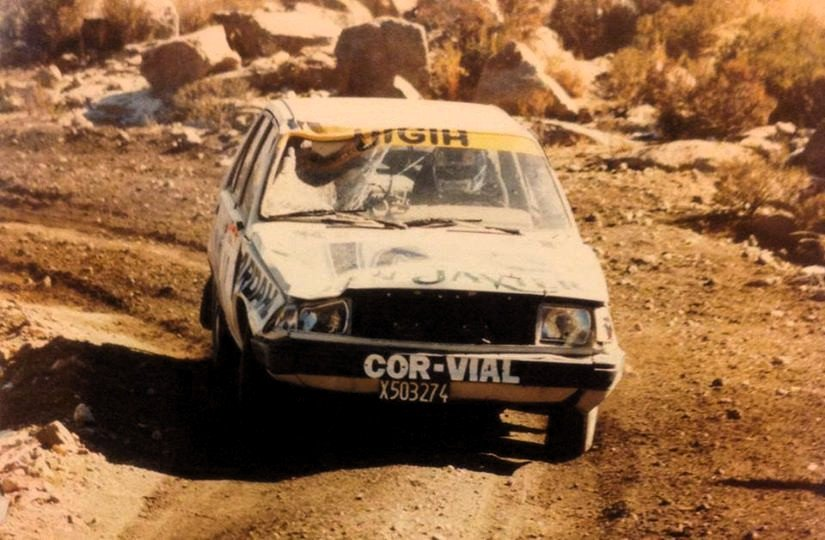
Juan María Traverso lors de sa participation au rallye d'Argentine 1987.
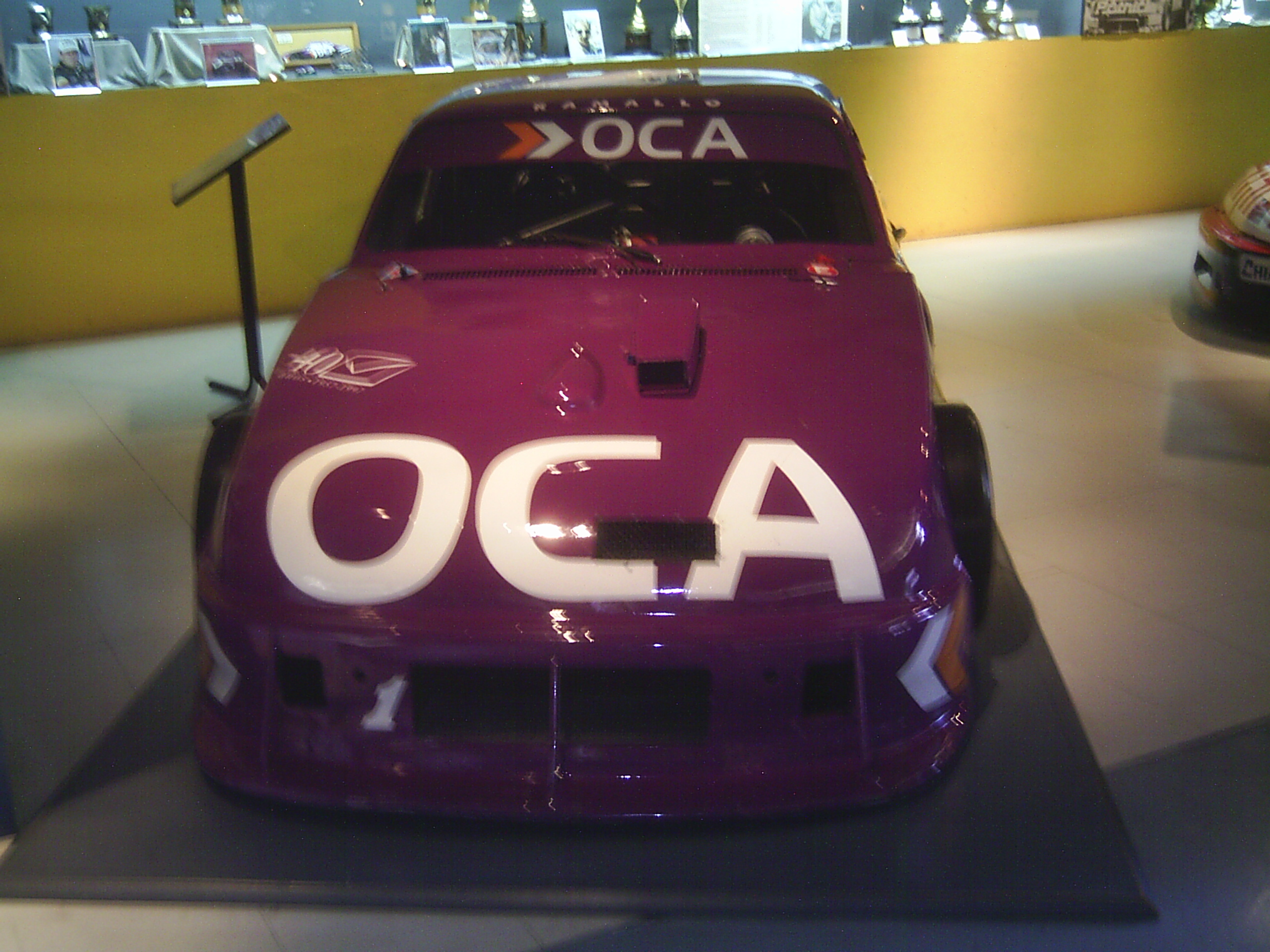
La Chevrolet du championnat Turismo Carretera utilisée en 1995 (Museo del automovilismo Juan Manuel Fangio).